# Museo del pomodoro
Il Museo del pomodoro è un museo etnografico dedicato al pomodoro, collocato all'interno della Corte di Giarola, tra Collecchio e Ozzano Taro, zona storicamente vocata alla produzione e alla trasformazione del pomodoro, in provincia di Parma.

## Storia

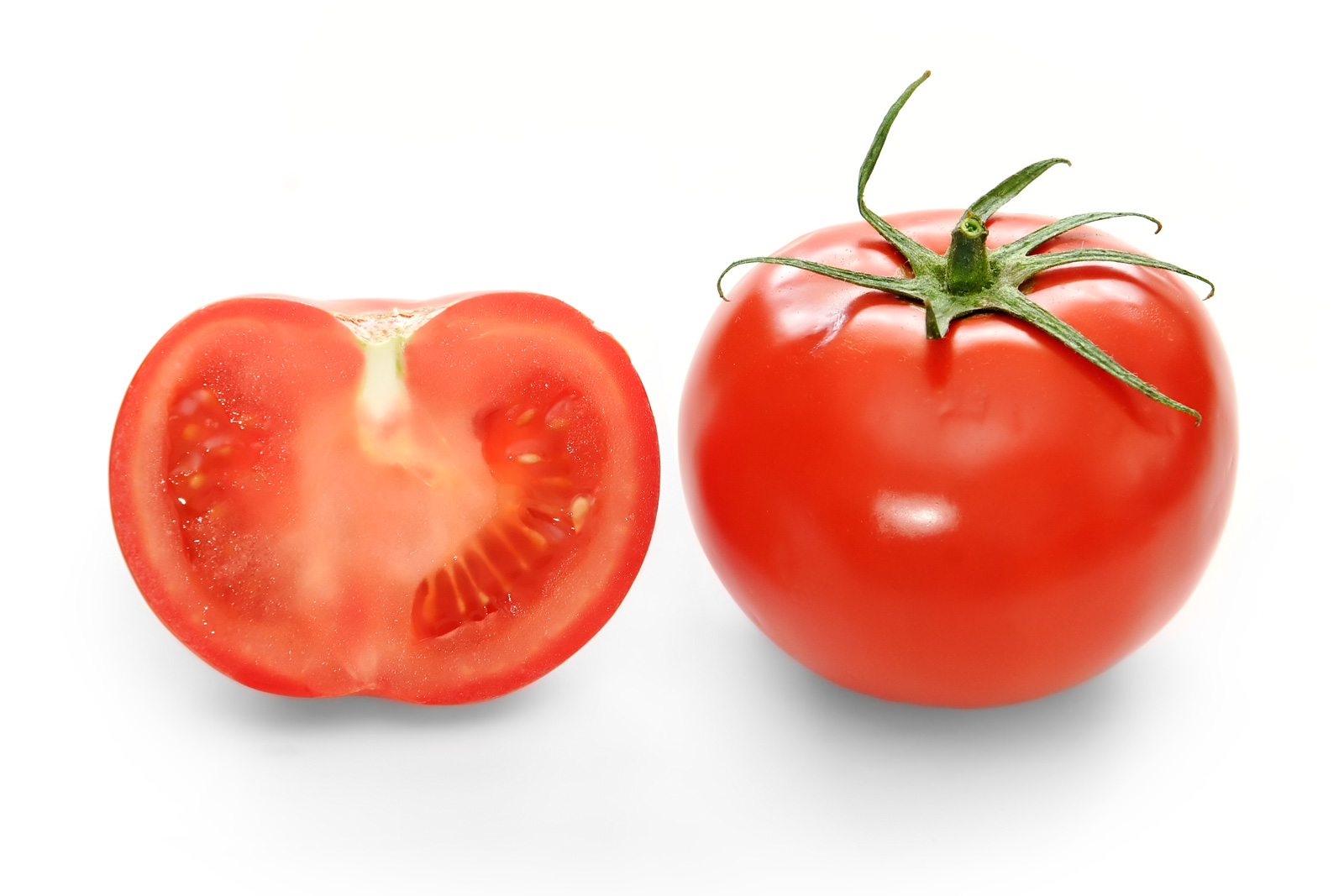
Il pomodoro e una sua sezione

Nel 2001 fu fondato il "Comitato Promotore dei Musei del Cibo", dal 2003 Associazione dei Musei del Cibo della Provincia di Parma, che riuniva la Provincia di Parma, i Comuni di Soragna, Langhirano e Collecchio, i consorzi di tutela dei Prodotti Tipici, la Camera di Commercio di Parma e le associazioni economiche di categoria; l'ente da allora si occupò della creazione e gestione della rete di Musei del Cibo nella provincia di Parma, avviando una serie di lavori che interessarono alcuni edifici pubblici, tra cui, dal 2004, la Corte di Giarola.
Il museo del pomodoro, collocato al piano terreno dell'ala ovest della grande corte rurale medievale, trasformata alla fine del XIX secolo in fabbrica di conserva e caseificio, fu inaugurato il 25 settembre del 2010 con un convegno dedicato a "Il pomodoro a Parma: storia, imprenditorialità e gusto", cui intervennero Tullio Gregory, direttore dell'Istituto dell'Enciclopedia Italiana, il nutrizionista Giorgio Calabrese, il giornalista gastronomico Davide Paolini e Giancarlo Gonizzi, coordinatore dei Musei del Cibo.

## Percorso espositivo

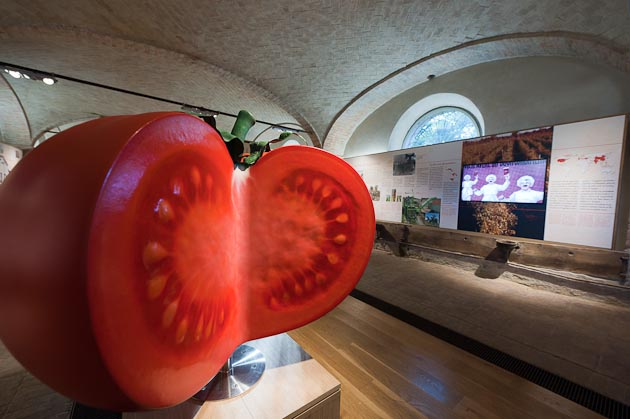
La sala interna con la riproduzione del pomodoro

Il percorso espositivo, collocato all'interno delle antiche stalle della corte rurale, in continuità col Museo della pasta, è suddiviso in sette sezioni.
La prima sezione, caratterizzata dalla presenza di una grande scultura centrale raffigurante un pomodoro sezionato, descrive, attraverso una serie di pannelli, il pomodoro, le numerose varietà esistenti e la storia del suo arrivo in Europa dal continente americano.
La seconda illustra, attraverso alcune immagini e oggetti storici, lo sviluppo dell'industria di trasformazione del pomodoro nel Parmense.
La terza descrive, attraverso l'esposizione di 14 macchinari d'epoca, lo sviluppo delle tecnologie produttive.
La quarta illustra, attraverso la ricca collezione di cassette di pomodori, apriscatole, latte e tubetti, il prodotto finito e gli imballaggi.
La quinta descrive, attraverso alcuni pannelli, lo sviluppo dell'industria meccanica.
La sesta illustra, attraverso immagini e pannelli, i protagonisti e i lavori in fabbrica.
La settima infine descrive, attraverso pannelli, cartoline, dépliant pubblicitari, sculture e cataloghi, la cultura del "Mondo Pomodoro".